# Antonio Gunter de Oldemburgo
Antonio Günther de Oldemburgo (alias Anton Günther, 10 de noviembre de 1583 en Oldenburgo-19 de junio de 1667 en Rastede ) fue un conde imperial y miembro de la Casa de Oldenburgo.

## Biografía
Günther fue el conde gobernante de Oldenburg desde 1603 hasta su muerte, y de Delmenhorst desde 1647 hasta su muerte. Era hijo de Juan VII (1540-1603) y Elisabeth de Schwarzburg-Blankenburg. 
El conde Anton Günther, el último y más políticamente inteligente conde de la dinastía de Oldenburg, realizó muchos viajes a las cortes principescas de Alemania y otros países europeos, incluso en su juventud. Obtuvo una buena visión de la situación política del mundo europeo. Los lazos de política exterior que estableció en este caso más tarde beneficiaron a su país.

### Soberano y monarca
Cuando su padre murió en 1603, asumió el gobierno a la edad de 20 años e inmediatamente persiguió los objetivos que su padre Johann había comenzado: la construcción del dique en el Jadebusen y la adquisición de las costumbres Weser. Ambos servicios significaron sobresaliente dentro del Condado de Oldemburgo.

### El "granjero de diques"
Por 1615, el aislamiento (en Ellens era Ellenser presa ) de la Brack negro completado. Así, 2000 Jück Grodenland fueron arrebatados del mar y de la tierra Oldenburg como tal ampliada en consecuencia; Al mismo tiempo, se había establecido la conexión entre Oldenburg y Jever, y todos los esfuerzos para expandir los Condes de Frisia Oriental a Jade se habían pospuesto. En 1643, el Seefeld fue diqueado y estableció condados prefabricados. Esta acción representa la finalización del abandono del Lockfleth , que ha sido promovido por los Condes de Oldenburg desde 1514.

### La pulgada Weser
1612 exigió al conde Anton Günther la introducción de un Weserzolls para todos los buques mercantes que atraviesan Unterweser para cubrir el supuesto alto costo de asegurar las  aguas del Bajo Weser. Esto condujo a un conflicto violento con la ciudad hanseática de Bremen. No fue hasta 1622 que el conde Anton Günther pudo obtener el consentimiento de los electores y el emperador Fernando II para introducir las costumbres weser. La adjudicación de los derechos de aduana tuvo lugar en 1623. En los motivos de la adjudicación se reconoció que Oldenburg para la preservación del faro en la isla de Wangeroogey los gastos de las fortificaciones bancarias en la costa de Oldenburg tienen derecho a una indemnización. A pesar de la confirmación de los derechos de aduana, Bremen se negó a pagar la aduana. En la paz de Westfalia de 1648, las costumbres weser se confirmaron repetidamente. Bremen continuó resistiendo y, por lo tanto, fue llevado de 1652 a 1653 en el poder imperial. Solo con la comparación de Regensburg en el Reichstag en Regensburg en 1653, Bremen reconoció la soberanía aduanera de Oldenburg, que en algunos años trajo al país más de 100,000 Reichsthalers.

## Política exterior
Durante la Guerra de los Treinta Años (1618-1648), el príncipe Conde Anton Günther, con su inteligente y refinada política de neutralidad hacia las potencias principales y los comandantes individuales del ejército, fue casi el único entre los estados alemanes en protegerse en gran medida de la miseria, la miseria y la devastación. La cría de caballos de tiro para la artillería resultó ser rentable. [1] Así adquirió la adoración y el amor de sus súbditos. La leyenda dice que Anton Günther incluso tuvo al general Ligist Graf von Tillydel inminente ataque a la ciudad de Oldenburg dándole valiosos caballos y contándole sobre una ruta de salida viable a través de los páramos. En 1635 le dio al antiguo mariscal de campo sueco, ahora electoral sajona Wolf Heinrich von Baudissin, el buen Neuenfelde en Elsfleth.

### Política interna, agrícola y comercial
Como amante y criador de hermosos caballos, promovió la cría de caballos de Oldenburg en el país. Que se burlara burlonamente de él como el " maestro estable del Sacro Imperio Romano" no le molestaba. [2] Debido a su política de neutralidad florecido administración y de la industria, la agricultura y el comercio, la artesanía y arte, la literatura y la música. La política militar y militar desempeñó un papel subordinado. En 1608, el conde Anton Günther emitió el "Reglamento para el Oldenburger Krahmer-Marck" para estimular el comercio. Desde entonces, el Kramermarkt se ha convertido en una de las ferias más grandes del norte de Alemania y todavía se refiere al conde Anton Günther, el desfile anual en su grúa moteadaconducido. En octubre de 1656 estableció un puesto de equitación regular desde Oldenburg a Bremen. También trató de vincular a personas importantes en tierra: así que le dio a su amigo y consejero de toda la vida, el enviado de Brunswick y Montanunternehmer Philipp Adolf von Munchausen (1593-1657), en Middoge, cerca de las marismas recién recuperadas.

### Engrandecimiento territorial del país
En 1623 adquirió la gloria de Kniphausen y heredó el condado de Delmenhorst en 1647 del difunto conde Delmenhorster Christian IX. Llegó así a la zona más grande del país en términos de superficie.

## Muerte y división
Después de un reinado de sesenta años, Anton Günther murió en su pabellón de caza en Rastede. Un matrimonio cerrado en 1635 con la princesa Sophie Katharina von Holstein-Sonderburg, una hija del duque Alejandro de Schleswig-Holstein-Sonderburg permaneció sin hijos. De un enlace anterior con Freiin, Elisabeth von Ungnad vino de su hijo ilegítimo, el posterior Conde Anton von Aldenburg. A él le transfirió la oficina Varel, la gloria Kniphausen, el jailwick Jade y el gallo Vorwerk como propio, estado semi-soberano, el condado de Aldenburg. Su hermana Magdalena, beh. Princesa de Anhalt-Zerbst, reflexionó con el gobierno hereditario de Jever.
Como Anton Günther no tenía descendientes legítimos, determinó a Lehnserben el condado de Oldenburg-Delmenhorst procedente de la Casa del Rey de Dinamarca de Oldenburg y los duques de Schleswig-Holstein-Gottorp. La casa Oldenburg estaba conectada a través de la línea lateral del condado de Delmenhorst con Anton Günther. En 1667, por lo tanto, el próximo pariente masculino, el Rey de Dinamarca Federico III de Dinamarca. el condado Administrativamente, el territorio fue administrado por la Cancillería alemana en Copenhague. Como gobernador de Oldenburg y Delmenhorst, el rey danés, según la solicitud de Anton Günther, Anton von Aldenburg.
En 1773 bajo Federico Augusto de Holstein-Gottorp (1711-1785), el Ducado de Oldemburgo se convirtió en un país independiente en el Sacro Imperio Romano. La nueva dinastía (hasta 1918) logró reunir las tres partes históricas del país.

## Matrimonio
Anthony Günther se casó con Sophie Catherine (28 de junio de 1617-22 de noviembre de 1696), una hija de Alejandro de Schleswig-Holstein-Sonderburg y Dorotea de Schwarzburgo-Sondershausen. [ cita requerida ]
- Datos: Q69137
- Multimedia: Anthony Günther, Count of Oldenburg / Q69137